# 2011-es férfi vízilabda-világbajnokság
A 2011-es férfi vízilabda-világbajnokság a 14. volt az sportág történetében. A tornát az úszó-világbajnoksággal egyidőben Sanghajban, Kínában rendezték július 18. és 30. között. A címvédő a szerb válogatott volt. A tornát a döntőben a címvédőt legyőző olasz csapat nyerte, története során harmadszor.
A világbajnokság első három helyezettje részt vesz a 2012. évi nyári olimpiai játékokon. Szerbia (a 2011-es férfi vízilabda-világliga győztese) bejutott a legjobb négy közé, ezért az elődöntős csapatok – köztük Magyarország – részt vesznek az olimpián.

## Lebonyolítás
A tornán 16 ország válogatottja vett részt. A csapatokat 4 darab 4 csapatból álló csoportokba sorsolták. A csoportmérkőzések után a negyedik helyezettek a 13–16. helyért játszottak. Az első helyezettek közvetlenül az negyeddöntőbe kerültek. A második és harmadik helyezettek egy újabb mérkőzést játszottak a negyeddöntőbe jutásért. A negyeddöntőtől egyenes kieséses rendszerben folytatódtak a küzdelmek.

## Sorsolás
A csoportok sorsolását 2011. április 15-én tartották. A kalapokba rendezést a világliga, világkupa és a 2010-es Európa-bajnokság eredményei alapján végezték. A magyar csapat nem indult a világligában és a világkupában sem, a 2010-es Eb-n pedig negyedik lett, ezért a magyar válogatott a harmadik kalapba került.
| 1. kalap                                                    | 2. kalap                                                                       | 3. kalap                                                                    | 4. kalap                                              |
| ----------------------------------------------------------- | ------------------------------------------------------------------------------ | --------------------------------------------------------------------------- | ----------------------------------------------------- |
| A világliga első négy helyezettje                           | A világkupáról kvalifikált csapatok, az első amerikai és az Eb legjobb csapata | A második amerikai csapat, az Eb maradék két csapata, és az óceániai csapat | Az afrikai, a két ázsiai és a rendező ország csapata  |
| - Szerbia - Horvátország - Spanyolország - Egyesült Államok | - Montenegró - Románia - Kanada - Olaszország                                  | - Brazília - Magyarország - Németország - Ausztrália                        | - Dél-afrikai Köztársaság - Japán - Kazahsztán - Kína |

Csoportbeosztás
| A csoport                                                | B csoport                               | C csoport                                  | D csoport                                                                |
| -------------------------------------------------------- | --------------------------------------- | ------------------------------------------ | ------------------------------------------------------------------------ |
| - Spanyolország - Montenegró - Magyarország - Kazahsztán | - Szerbia - Románia - Ausztrália - Kína | - Horvátország - Kanada - Brazília - Japán | - Egyesült Államok - Olaszország - Németország - Dél-afrikai Köztársaság |

## Csoportkör
Az időpontok helyi idő szerint (UTC+8, Magyarországhoz viszonyítva +6 óra) értendőek.

### A csoport
| Hely. | Csapat        | M | Gy | D | V | G+ | G– | Gk  | P | Továbbjutás                   |
| ----- | ------------- | - | -- | - | - | -- | -- | --- | - | ----------------------------- |
| 1.    | Magyarország  | 3 | 3  | 0 | 0 | 39 | 26 | +13 | 6 | Továbbjutott a negyeddöntőbe  |
| 2.    | Montenegró    | 3 | 2  | 0 | 1 | 35 | 23 | +12 | 4 | Továbbjutott a nyolcaddöntőbe |
| 3.    | Spanyolország | 3 | 1  | 0 | 2 | 36 | 26 | +10 | 2 | Továbbjutott a nyolcaddöntőbe |
| 4.    | Kazahsztán    | 3 | 0  | 0 | 3 | 15 | 50 | −35 | 0 | A 13–16. helyért              |

| 2011. július 18. 9:30 | Magyarország         | 11–10       | Montenegró        | Sanghaj Nézőszám: 600 Játékvezetők: Naumov (RUS), Tulga (TUR) |
| 2011. július 18. 9:30 | (2–3, 3–2, 2–4, 4–1) |             |                   | Sanghaj Nézőszám: 600 Játékvezetők: Naumov (RUS), Tulga (TUR) |
| 2011. július 18. 9:30 | Biros 4              | Jegyzőkönyv | Janović, Ivović 2 | Sanghaj Nézőszám: 600 Játékvezetők: Naumov (RUS), Tulga (TUR) |

| 2011. július 18. 10:50 | Kazahsztán           | 5–18        | Spanyolország  | Sanghaj Nézőszám: 550 Játékvezetők: Cabral (BRA), Rotsart (USA) |
| 2011. július 18. 10:50 | (1–3, 0–4, 2–5, 2–6) |             |                | Sanghaj Nézőszám: 550 Játékvezetők: Cabral (BRA), Rotsart (USA) |
| 2011. július 18. 10:50 | Zsiljajev 3          | Jegyzőkönyv | négy játékos 3 | Sanghaj Nézőszám: 550 Játékvezetők: Cabral (BRA), Rotsart (USA) |

| 2011. július 20. 18:20 | Spanyolország        | 7–9         | Montenegró          | Sanghaj Nézőszám: 650 Játékvezetők: Caputi (ITA), Bock (GER) |
| 2011. július 20. 18:20 | (1–3, 1–2, 2–1, 3–3) |             |                     | Sanghaj Nézőszám: 650 Játékvezetők: Caputi (ITA), Bock (GER) |
| 2011. július 20. 18:20 | Alferez, Vallès 2    | Jegyzőkönyv | Janović, Brguljan 2 | Sanghaj Nézőszám: 650 Játékvezetők: Caputi (ITA), Bock (GER) |

| 2011. július 20. 19:40 | Magyarország         | 16–5        | Kazahsztán  | Sanghaj Nézőszám: 600 Játékvezetők: Peris (CRO), Deslieres (CAN) |
| 2011. július 20. 19:40 | (4–1, 4–0, 3–2, 5–2) |             |             | Sanghaj Nézőszám: 600 Játékvezetők: Peris (CRO), Deslieres (CAN) |
| 2011. július 20. 19:40 | négy játékos 3       | Jegyzőkönyv | Zsiljajev 2 | Sanghaj Nézőszám: 600 Játékvezetők: Peris (CRO), Deslieres (CAN) |

| 2011. július 22. 17:00 | Magyarország         | 12–11       | Spanyolország | Sanghaj Nézőszám: 650 Játékvezetők: Peris (CRO), Koganov (AZE) |
| 2011. július 22. 17:00 | (5–5, 4–3, 2–1, 1–2) |             |               | Sanghaj Nézőszám: 650 Játékvezetők: Peris (CRO), Koganov (AZE) |
| 2011. július 22. 17:00 | Madaras, Hárai 3     | Jegyzőkönyv | Vargas 3      | Sanghaj Nézőszám: 650 Játékvezetők: Peris (CRO), Koganov (AZE) |

| 2011. július 22. 18:20 | Kazahsztán           | 5–16        | Montenegró | Sanghaj Nézőszám: 450 Játékvezetők: Koryzna (POL), Gonzalez (PUR) |
| 2011. július 22. 18:20 | (2–5, 0–5, 0–2, 3–4) |             |            | Sanghaj Nézőszám: 450 Játékvezetők: Koryzna (POL), Gonzalez (PUR) |
| 2011. július 22. 18:20 | Zsiljajev 3          | Jegyzőkönyv | Radovic 4  | Sanghaj Nézőszám: 450 Játékvezetők: Koryzna (POL), Gonzalez (PUR) |

### B csoport
| Hely. | Csapat     | M | Gy | D | V | G+ | G– | Gk  | P | Továbbjutás                   |
| ----- | ---------- | - | -- | - | - | -- | -- | --- | - | ----------------------------- |
| 1.    | Szerbia    | 3 | 3  | 0 | 0 | 41 | 19 | +22 | 6 | Továbbjutott a negyeddöntőbe  |
| 2.    | Ausztrália | 3 | 2  | 0 | 1 | 30 | 27 | +3  | 4 | Továbbjutott a nyolcaddöntőbe |
| 3.    | Románia    | 3 | 1  | 0 | 2 | 27 | 31 | −4  | 2 | Továbbjutott a nyolcaddöntőbe |
| 4.    | Kína (R)   | 3 | 0  | 0 | 3 | 22 | 43 | −21 | 0 | A 13–16. helyért              |

| 2011. július 18. 12:10 | Románia              | 8–9         | Ausztrália | Sanghaj Nézőszám: 500 Játékvezetők: Peris (CRO), Koganov (AZE) |
| 2011. július 18. 12:10 | (2–1, 2–1, 3–3, 1–4) |             |            | Sanghaj Nézőszám: 500 Játékvezetők: Peris (CRO), Koganov (AZE) |
| 2011. július 18. 12:10 | három játékos 2      | Jegyzőkönyv | Miller 3   | Sanghaj Nézőszám: 500 Játékvezetők: Peris (CRO), Koganov (AZE) |

| 2011. július 18. 21:00 | Szerbia              | 17–5        | Kína         | Sanghaj Nézőszám: 400 Játékvezetők: Flahive (AUS), Reemnet (NED) |
| 2011. július 18. 21:00 | (5–1, 3–0, 2–2, 7–2) |             |              | Sanghaj Nézőszám: 400 Játékvezetők: Flahive (AUS), Reemnet (NED) |
| 2011. július 18. 21:00 | Filipović 4          | Jegyzőkönyv | öt játékos 1 | Sanghaj Nézőszám: 400 Játékvezetők: Flahive (AUS), Reemnet (NED) |

| 2011. július 20. 9:30 | Szerbia              | 12–5        | Románia | Sanghaj Nézőszám: 350 Játékvezetők: Stavridis (GRE), Rotsart (USA) |
| 2011. július 20. 9:30 | (3–1, 3–1, 3–1, 3–2) |             |         | Sanghaj Nézőszám: 350 Játékvezetők: Stavridis (GRE), Rotsart (USA) |
| 2011. július 20. 9:30 | Prlainović 4         | Jegyzőkönyv | Radu 2  | Sanghaj Nézőszám: 350 Játékvezetők: Stavridis (GRE), Rotsart (USA) |

| 2011. július 20. 21:00 | Ausztrália           | 12–7        | Kína               | Sanghaj Nézőszám: 550 Játékvezetők: Koryzna (POL), Pinker (RSA) |
| 2011. július 20. 21:00 | (1–2, 1–2, 3–2, 7–1) |             |                    | Sanghaj Nézőszám: 550 Játékvezetők: Koryzna (POL), Pinker (RSA) |
| 2011. július 20. 21:00 | Campbell, Younger 3  | Jegyzőkönyv | Pan Ning, Li Bin 2 | Sanghaj Nézőszám: 550 Játékvezetők: Koryzna (POL), Pinker (RSA) |

| 2011. július 22. 19:40 | Szerbia              | 12–9        | Ausztrália      | Sanghaj Nézőszám: 550 Játékvezetők: Caputi (ITA), Bock (GER) |
| 2011. július 22. 19:40 | (5–3, 2–1, 3–2, 2–3) |             |                 | Sanghaj Nézőszám: 550 Játékvezetők: Caputi (ITA), Bock (GER) |
| 2011. július 22. 19:40 | Filipović 5          | Jegyzőkönyv | három játékos 2 | Sanghaj Nézőszám: 550 Játékvezetők: Caputi (ITA), Bock (GER) |

| 2011. július 22. 21:00 | Románia              | 14–10       | Kína       | Sanghaj Nézőszám: 550 Játékvezetők: Rotsart (USA), Deslieres (CAN) |
| 2011. július 22. 21:00 | (2–3, 3–3, 5–0, 4–4) |             |            | Sanghaj Nézőszám: 550 Játékvezetők: Rotsart (USA), Deslieres (CAN) |
| 2011. július 22. 21:00 | Radu 8               | Jegyzőkönyv | Pan Ning 3 | Sanghaj Nézőszám: 550 Játékvezetők: Rotsart (USA), Deslieres (CAN) |

### C csoport
| Hely. | Csapat       | M | Gy | D | V | G+ | G– | Gk  | P | Továbbjutás                   |
| ----- | ------------ | - | -- | - | - | -- | -- | --- | - | ----------------------------- |
| 1.    | Horvátország | 3 | 3  | 0 | 0 | 43 | 16 | +27 | 6 | Továbbjutott a negyeddöntőbe  |
| 2.    | Kanada       | 3 | 2  | 0 | 1 | 28 | 25 | +3  | 4 | Továbbjutott a nyolcaddöntőbe |
| 3.    | Japán        | 3 | 1  | 0 | 2 | 25 | 40 | −15 | 2 | Továbbjutott a nyolcaddöntőbe |
| 4.    | Brazília     | 3 | 0  | 0 | 3 | 25 | 40 | −15 | 0 | A 13–16. helyért              |

| 2011. július 18. 13:30 | Brazília             | 5–14        | Horvátország | Sanghaj Nézőszám: 250 Játékvezetők: Gonzalez (PUR), Cirić (SRB) |
| 2011. július 18. 13:30 | (0–5, 1–3, 3–4, 1–2) |             |              | Sanghaj Nézőszám: 250 Játékvezetők: Gonzalez (PUR), Cirić (SRB) |
| 2011. július 18. 13:30 | Crivella 2           | Jegyzőkönyv | Bošković 4   | Sanghaj Nézőszám: 250 Játékvezetők: Gonzalez (PUR), Cirić (SRB) |

| 2011. július 18. 15:00 | Japán                | 5–11        | Kanada   | Sanghaj Nézőszám: 700 Játékvezetők: Williams (NZL), Alexandrescu (ROU) |
| 2011. július 18. 15:00 | (1–3, 2–2, 0–3, 2–3) |             |          | Sanghaj Nézőszám: 700 Játékvezetők: Williams (NZL), Alexandrescu (ROU) |
| 2011. július 18. 15:00 | öt játékos 1         | Jegyzőkönyv | Graham 5 | Sanghaj Nézőszám: 700 Játékvezetők: Williams (NZL), Alexandrescu (ROU) |

| 2011. július 20. 10:50 | Kanada               | 4–11        | Horvátország | Sanghaj Nézőszám: 300 Játékvezetők: Borrell (ESP), Williams (NZL) |
| 2011. július 20. 10:50 | (1–3, 3–3, 0–3, 0–2) |             |              | Sanghaj Nézőszám: 300 Játékvezetők: Borrell (ESP), Williams (NZL) |
| 2011. július 20. 10:50 | négy játékos 1       | Jegyzőkönyv | Dobud 4      | Sanghaj Nézőszám: 300 Játékvezetők: Borrell (ESP), Williams (NZL) |

| 2011. július 20. 12:10 | Brazília             | 11–13       | Japán     | Sanghaj Nézőszám: 500 Játékvezetők: Brgulian (MNE), Ni Shi (CHN) |
| 2011. július 20. 12:10 | (4–2, 2–4, 1–3, 4–4) |             |           | Sanghaj Nézőszám: 500 Játékvezetők: Brgulian (MNE), Ni Shi (CHN) |
| 2011. július 20. 12:10 | Silva, Franco 3      | Jegyzőkönyv | Shimizu 4 | Sanghaj Nézőszám: 500 Játékvezetők: Brgulian (MNE), Ni Shi (CHN) |

| 2011. július 22. 9:30 | Brazília             | 9–13        | Kanada   | Sanghaj Nézőszám: 400 Játékvezetők: Brgulian (MNE), Flahive (AUS) |
| 2011. július 22. 9:30 | (1–2, 1–4, 3–4, 4–3) |             |          | Sanghaj Nézőszám: 400 Játékvezetők: Brgulian (MNE), Flahive (AUS) |
| 2011. július 22. 9:30 | Guimaraes 3          | Jegyzőkönyv | Diggle 5 | Sanghaj Nézőszám: 400 Játékvezetők: Brgulian (MNE), Flahive (AUS) |

| 2011. július 22. 10:50 | Japán                | 7–18        | Horvátország | Sanghaj Nézőszám: 500 Játékvezetők: Ni (CHN), Balfanvajev (KAZ) |
| 2011. július 22. 10:50 | (1–6, 1–3, 2–4, 3–5) |             |              | Sanghaj Nézőszám: 500 Játékvezetők: Ni (CHN), Balfanvajev (KAZ) |
| 2011. július 22. 10:50 | három játékos 2      | Jegyzőkönyv | Joković 3    | Sanghaj Nézőszám: 500 Játékvezetők: Ni (CHN), Balfanvajev (KAZ) |

### D csoport
| Hely. | Csapat                  | M | Gy | D | V | G+ | G– | Gk  | P | Továbbjutás                   |
| ----- | ----------------------- | - | -- | - | - | -- | -- | --- | - | ----------------------------- |
| 1.    | Olaszország             | 3 | 3  | 0 | 0 | 32 | 12 | +20 | 6 | Továbbjutott a negyeddöntőbe  |
| 2.    | Németország             | 3 | 2  | 0 | 1 | 31 | 22 | +9  | 4 | Továbbjutott a nyolcaddöntőbe |
| 3.    | Egyesült Államok        | 3 | 1  | 0 | 2 | 32 | 20 | +12 | 2 | Továbbjutott a nyolcaddöntőbe |
| 4.    | Dél-afrikai Köztársaság | 3 | 0  | 0 | 3 | 12 | 53 | −41 | 0 | A 13–16. helyért              |

| 2011. július 18. 18:20 | Egyesült Államok     | 7–9         | Németország | Sanghaj Nézőszám: 800 Játékvezetők: Brgulian (MNE), Stavridis (GRE) |
| 2011. július 18. 18:20 | (0–4, 2–2, 4–1, 1–2) |             |             | Sanghaj Nézőszám: 800 Játékvezetők: Brgulian (MNE), Stavridis (GRE) |
| 2011. július 18. 18:20 | Azevedo 2            | Jegyzőkönyv | Oeler 3     | Sanghaj Nézőszám: 800 Játékvezetők: Brgulian (MNE), Stavridis (GRE) |

| 2011. július 18. 19:40 | Olaszország          | 17–1        | Dél-afrikai Köztársaság | Sanghaj Nézőszám: 450 Játékvezetők: Balfanbajev (KAZ), Menendez (CUB) |
| 2011. július 18. 19:40 | (5–0, 3–0, 5–0, 4–1) |             |                         | Sanghaj Nézőszám: 450 Játékvezetők: Balfanbajev (KAZ), Menendez (CUB) |
| 2011. július 18. 19:40 | Deserti 4            | Jegyzőkönyv | J.R. Kyte 1             | Sanghaj Nézőszám: 450 Játékvezetők: Balfanbajev (KAZ), Menendez (CUB) |

| 2011. július 20. 13:30 | Dél-afrikai Köztársaság | 8–16        | Németország | Sanghaj Nézőszám: 500 Játékvezetők: Ciric (SRB), Alexandrescu (ROU) |
| 2011. július 20. 13:30 | (2–3, 2–4, 1–4, 3–5)    |             |             | Sanghaj Nézőszám: 500 Játékvezetők: Ciric (SRB), Alexandrescu (ROU) |
| 2011. július 20. 13:30 | J.R. Kyte, Bell 3       | Jegyzőkönyv | Oeler 6     | Sanghaj Nézőszám: 500 Játékvezetők: Ciric (SRB), Alexandrescu (ROU) |

| 2011. július 20. 17:00 | Egyesült Államok     | 5–8         | Olaszország     | Sanghaj Nézőszám: 650 Játékvezetők: Margeta (SLO), Tulga (TUR) |
| 2011. július 20. 17:00 | (1–2, 1–2, 1–3, 2–1) |             |                 | Sanghaj Nézőszám: 650 Játékvezetők: Margeta (SLO), Tulga (TUR) |
| 2011. július 20. 17:00 | Alexander 2          | Jegyzőkönyv | Gitto, Felugo 2 | Sanghaj Nézőszám: 650 Játékvezetők: Margeta (SLO), Tulga (TUR) |

| 2011. július 22. 12:10 | Egyesült Államok     | 20–3        | Dél-afrikai Köztársaság | Sanghaj Nézőszám: 450 Játékvezetők: Reemnet (NED), Menendez (CUB) |
| 2011. július 22. 12:10 | (5–0, 4–1, 5–0, 6–2) |             |                         | Sanghaj Nézőszám: 450 Játékvezetők: Reemnet (NED), Menendez (CUB) |
| 2011. július 22. 12:10 | Azevedo 5            | Jegyzőkönyv | három játékos 1         | Sanghaj Nézőszám: 450 Játékvezetők: Reemnet (NED), Menendez (CUB) |

| 2011. július 22. 13:30 | Olaszország          | 7–6         | Németország     | Sanghaj Nézőszám: 600 Játékvezetők: Borrell (ESP), Stavridis (GRE) |
| 2011. július 22. 13:30 | (2–3, 1–2, 2–1, 2–0) |             |                 | Sanghaj Nézőszám: 600 Játékvezetők: Borrell (ESP), Stavridis (GRE) |
| 2011. július 22. 13:30 | Aicardi 3            | Jegyzőkönyv | Real, Ploitze 2 | Sanghaj Nézőszám: 600 Játékvezetők: Borrell (ESP), Stavridis (GRE) |

## Rájátszás
|  |               |                  |               |            |              |              |                  |              |             |              |              |           |               |               |               |            |       |       |
|  | Nyolcaddöntők | Nyolcaddöntők    | Nyolcaddöntők |            |              | Negyeddöntők | Negyeddöntők     | Negyeddöntők |             |              | Elődöntők    | Elődöntők | Elődöntők     |               |               | Döntő      | Döntő | Döntő |
|  | Nyolcaddöntők | Nyolcaddöntők    | Nyolcaddöntők |            |              | Negyeddöntők | Negyeddöntők     | Negyeddöntők |             |              | Elődöntők    | Elődöntők | Elődöntők     |               |               | Döntő      | Döntő | Döntő |
|  | július 24.    | július 24.       | július 24.    | július 26. | július 26.   | július 26.   |                  |              |             |              |              |           |               |               |               |            |       |       |
|  | július 24.    | július 24.       | július 24.    | július 26. | július 26.   | július 26.   |                  |              |             |              |              |           |               |               |               |            |       |       |
|  | C2            | Kanada           | 4             | A1         | Magyarország | 9            |                  |              |             |              |              |           |               |               |               |            |       |       |
|  | C2            | Kanada           | 4             | A1         | Magyarország | 9            | július 28.       |              |             |              |              |           |               |               |               |            |       |       |
|  | D3            | Egyesült Államok | 17            |            |              |              | Egyesült Államok | 8            |             |              |              |           |               |               |               |            |       |       |
|  | D3            | Egyesült Államok | 17            |            |              |              | Egyesült Államok | 8            |             | Magyarország | Magyarország | 14        |               |               |               |            |       |       |
|  | július 24.    | július 24.       | július 24.    | július 26. | július 26.   | július 26.   |                  |              |             | Magyarország | Magyarország | 14        |               |               |               |            |       |       |
|  | július 24.    | július 24.       | július 24.    | július 26. | július 26.   | július 26.   |                  |              | Szerbia     | Szerbia      | 15           |           |               |               |               |            |       |       |
|  | C3            | Japán            | 6             | B1         | Szerbia      | 9            |                  |              | Szerbia     | Szerbia      | 15           |           |               |               |               |            |       |       |
|  | C3            | Japán            | 6             | B1         | Szerbia      | 9            |                  | július 30.   |             |              |              |           |               |               |               |            |       |       |
|  | D2            | Németország      | 8             |            |              |              | Németország      | 4            |             |              |              |           |               |               |               |            |       |       |
|  | D2            | Németország      | 8             |            |              |              | Németország      | 4            |             | Szerbia      | Szerbia      | 7         |               |               |               |            |       |       |
|  | július 24.    | július 24.       | július 24.    | július 26. | július 26.   | július 26.   |                  |              |             | Szerbia      | Szerbia      | 7         |               |               |               |            |       |       |
|  | július 24.    | július 24.       | július 24.    | július 26. | július 26.   | július 26.   |                  |              | Olaszország | Olaszország  | 8            |           |               |               |               |            |       |       |
|  | A2            | Montenegró       | 8             | C1         | Horvátország | 9            |                  |              |             | Olaszország  | 8            |           |               |               |               |            |       |       |
|  | A2            | Montenegró       | 8             | C1         | Horvátország | 9            | július 28.       |              |             |              |              |           |               |               |               |            |       |       |
|  | B3            | Románia          | 4             |            |              |              | Montenegró       | 6            |             |              |              |           |               |               |               |            |       |       |
|  | B3            | Románia          | 4             |            |              |              | Montenegró       | 6            |             | Horvátország | Horvátország | 8         | Bronzmérkőzés | Bronzmérkőzés | Bronzmérkőzés |            |       |       |
|  | július 24.    | július 24.       | július 24.    | július 26. | július 26.   | július 26.   |                  |              |             | Horvátország | Horvátország | 8         | Bronzmérkőzés | Bronzmérkőzés | Bronzmérkőzés |            |       |       |
|  | július 24.    | július 24.       | július 24.    | július 26. | július 26.   | július 26.   |                  |              | Olaszország | Olaszország  | 9            |           |               | július 30.    | július 30.    | július 30. |       |       |
|  | A3            | Spanyolország    | 9             | D1         | Olaszország  | 10           |                  |              | Olaszország | Olaszország  | 9            |           |               | július 30.    | július 30.    | július 30. |       |       |
|  | A3            | Spanyolország    | 9             | D1         | Olaszország  | 10           |                  |              |             |              |              |           |               | Magyarország  | Magyarország  | 11         |       |       |
|  | B2            | Ausztrália       | 8             |            |              |              | Spanyolország    | 6            |             |              |              |           |               | Magyarország  | Magyarország  | 11         |       |       |
|  | B2            | Ausztrália       | 8             |            |              |              | Spanyolország    | 6            |             | Horvátország | Horvátország | 12        |               |               |               |            |       |       |
|  |               |                  |               |            |              |              |                  |              |             | Horvátország | Horvátország | 12        |               |               |               |            |       |       |

### Nyolcaddöntők
| 2011. július 24. 12:10 | Montenegró           | 8–4         | Románia | Sanghaj Nézőszám: 600 Játékvezetők: Tulga (TUR), Koganov (AZE) |
| 2011. július 24. 12:10 | (2–1, 1–2, 3–0, 2–1) |             |         | Sanghaj Nézőszám: 600 Játékvezetők: Tulga (TUR), Koganov (AZE) |
| 2011. július 24. 12:10 | Brguljan, Jokic 2    | Jegyzőkönyv | Radu 2  | Sanghaj Nézőszám: 600 Játékvezetők: Tulga (TUR), Koganov (AZE) |

| 2011. július 24. 15:30 | Spanyolország        | 9–8         | Ausztrália      | Sanghaj Nézőszám: 750 Játékvezetők: Brgulian (MNE), Rotsart (USA) |
| 2011. július 24. 15:30 | (2–1, 3–1, 3–4, 1–2) |             |                 | Sanghaj Nézőszám: 750 Játékvezetők: Brgulian (MNE), Rotsart (USA) |
| 2011. július 24. 15:30 | Perrone, García 3    | Jegyzőkönyv | három játékos 2 | Sanghaj Nézőszám: 750 Játékvezetők: Brgulian (MNE), Rotsart (USA) |

| 2011. július 24. 16:50 | Kanada               | 4–17        | Egyesült Államok | Sanghaj Nézőszám: 800 Játékvezetők: Ciric (SRB), Korzyna (POL) |
| 2011. július 24. 16:50 | (2–5, 0–6, 2–4, 0–2) |             |                  | Sanghaj Nézőszám: 800 Játékvezetők: Ciric (SRB), Korzyna (POL) |
| 2011. július 24. 16:50 | Diggle 2             | Jegyzőkönyv | négy játékos 3   | Sanghaj Nézőszám: 800 Játékvezetők: Ciric (SRB), Korzyna (POL) |

| 2011. július 24. 21:00 | Japán                | 6–8         | Németország | Sanghaj Nézőszám: 550 Játékvezetők: Peris (CRO), Cabral (BRA) |
| 2011. július 24. 21:00 | (3–3, 0–1, 2–3, 1–1) |             |             | Sanghaj Nézőszám: 550 Játékvezetők: Peris (CRO), Cabral (BRA) |
| 2011. július 24. 21:00 | Shimizu 4            | Jegyzőkönyv | Stamm 3     | Sanghaj Nézőszám: 550 Játékvezetők: Peris (CRO), Cabral (BRA) |

### Negyeddöntők
| 2011. július 26. 14:00 | Magyarország         | 9–8         | Egyesült Államok   | Sanghaj Nézőszám: 450 Játékvezetők: Koryzna (POL), Flahive (AUS) |
| 2011. július 26. 14:00 | (1–3, 3–2, 3–2, 2–1) |             |                    | Sanghaj Nézőszám: 450 Játékvezetők: Koryzna (POL), Flahive (AUS) |
| 2011. július 26. 14:00 | három játékos 2      | Jegyzőkönyv | Varellas, Bailey 3 | Sanghaj Nézőszám: 450 Játékvezetők: Koryzna (POL), Flahive (AUS) |

| 2011. július 26. 15:20 | Szerbia              | 9–4         | Németország    | Sanghaj Nézőszám: 500 Játékvezetők: Koganov (AZE), Alexandrescu (ROU) |
| 2011. július 26. 15:20 | (2–0, 0–1, 4–3, 3–0) |             |                | Sanghaj Nézőszám: 500 Játékvezetők: Koganov (AZE), Alexandrescu (ROU) |
| 2011. július 26. 15:20 | Filipović 4          | Jegyzőkönyv | négy játékos 1 | Sanghaj Nézőszám: 500 Játékvezetők: Koganov (AZE), Alexandrescu (ROU) |

| 2011. július 26. 16:40 | Horvátország         | 9–6         | Montenegró | Sanghaj Nézőszám: 350 Játékvezetők: Tulga (TUR), Stavridis (GRE) |
| 2011. július 26. 16:40 | (2–2, 2–1, 4–0, 1–3) |             |            | Sanghaj Nézőszám: 350 Játékvezetők: Tulga (TUR), Stavridis (GRE) |
| 2011. július 26. 16:40 | Joković 4            | Jegyzőkönyv | Radovic 2  | Sanghaj Nézőszám: 350 Játékvezetők: Tulga (TUR), Stavridis (GRE) |

| 2011. július 26. 21:00 | Olaszország          | 10–6        | Spanyolország | Sanghaj Nézőszám: 650 Játékvezetők: Margeta (SLO), Naumov (RUS) |
| 2011. július 26. 21:00 | (2–1, 3–3, 3–1, 2–1) |             |               | Sanghaj Nézőszám: 650 Játékvezetők: Margeta (SLO), Naumov (RUS) |
| 2011. július 26. 21:00 | Figlioli 4           | Jegyzőkönyv | hat játékos 1 | Sanghaj Nézőszám: 650 Játékvezetők: Margeta (SLO), Naumov (RUS) |

### A 13–16. helyért
| 2011. július 24. 9:30 | Kazahsztán           | 8–7         | Kína         | Sanghaj Nézőszám: 1000 Játékvezetők: Alexandrescu (ROU), Williams (NZL) |
| 2011. július 24. 9:30 | (2–2, 3–2, 2–0, 1–3) |             |              | Sanghaj Nézőszám: 1000 Játékvezetők: Alexandrescu (ROU), Williams (NZL) |
| 2011. július 24. 9:30 | Pilipenko, Panfili 2 | Jegyzőkönyv | Liang, Xie 2 | Sanghaj Nézőszám: 1000 Játékvezetők: Alexandrescu (ROU), Williams (NZL) |

| 2011. július 24. 10:50 | Brazília             | 7–4         | Dél-afrikai Köztársaság | Sanghaj Nézőszám: 700 Játékvezetők: Juhász (HUN), Rustamova (UZB) |
| 2011. július 24. 10:50 | (4–0, 0–1, 1–2, 2–1) |             |                         | Sanghaj Nézőszám: 700 Játékvezetők: Juhász (HUN), Rustamova (UZB) |
| 2011. július 24. 10:50 | Franco 2             | Jegyzőkönyv | Manson 2                | Sanghaj Nézőszám: 700 Játékvezetők: Juhász (HUN), Rustamova (UZB) |

### A 9–12. helyért
| 2011. július 26. 11:20 | Románia              | 8–12        | Kanada | Sanghaj Nézőszám: 350 Játékvezetők: Peris (CRO), Williams (NZL) |
| 2011. július 26. 11:20 | (2–2, 2–4, 3–3, 1–3) |             |        | Sanghaj Nézőszám: 350 Játékvezetők: Peris (CRO), Williams (NZL) |
| 2011. július 26. 11:20 | Radu, Negrean 3      | Jegyzőkönyv | Boyd 4 | Sanghaj Nézőszám: 350 Játékvezetők: Peris (CRO), Williams (NZL) |

| 2011. július 26. 12:40 | Ausztrália           | 15–9        | Japán   | Sanghaj Játékvezetők: Ciric (SRB), Ni (CHN) |
| 2011. július 26. 12:40 | (6–4, 1–1, 3–1, 5–3) |             |         | Sanghaj Játékvezetők: Ciric (SRB), Ni (CHN) |
| 2011. július 26. 12:40 | három játékos 3      | Jegyzőkönyv | Takei 3 | Sanghaj Játékvezetők: Ciric (SRB), Ni (CHN) |

### Az 5–8. helyért
| 2011. július 28. 12:10 | Egyesült Államok     | 9–8         | Németország                        | Sanghaj Nézőszám: 350 Játékvezetők: Caputi (ITA), Menendez (CUB) |
| 2011. július 28. 12:10 | (4–2, 4–2, 0–2, 1–2) |             |                                    | Sanghaj Nézőszám: 350 Játékvezetők: Caputi (ITA), Menendez (CUB) |
| 2011. július 28. 12:10 | Bailey 2             | Jegyzőkönyv | Kreuzmann, Moritz Benedikt Oeler 2 | Sanghaj Nézőszám: 350 Játékvezetők: Caputi (ITA), Menendez (CUB) |

| 2011. július 28. 15:30 | Montenegró           | 9–10        | Spanyolország | Sanghaj Nézőszám: 1100 Játékvezetők: Alexandrescu (ROU), Naumov (RUS) |
| 2011. július 28. 15:30 | (2–2, 3–5, 2–1, 2–2) |             |               | Sanghaj Nézőszám: 1100 Játékvezetők: Alexandrescu (ROU), Naumov (RUS) |
| 2011. július 28. 15:30 | Radović 3            | Jegyzőkönyv | Vallès 3      | Sanghaj Nézőszám: 1100 Játékvezetők: Alexandrescu (ROU), Naumov (RUS) |

### Elődöntők
| 2011. július 28. 16:50 | Magyarország              | 14–15 (h. u.) | Szerbia                 | Sanghaj Nézőszám: 1200 Játékvezetők: Margeta (SLO), Stavridis (GRE) |
| 2011. július 28. 16:50 | (2–1, 7–5, 3–3, 1–4, 1–2) |               |                         | Sanghaj Nézőszám: 1200 Játékvezetők: Margeta (SLO), Stavridis (GRE) |
| 2011. július 28. 16:50 | Madaras 4                 | Jegyzőkönyv   | Filipović, Prlainović 3 | Sanghaj Nézőszám: 1200 Játékvezetők: Margeta (SLO), Stavridis (GRE) |

| 2011. július 28. 21:00 | Horvátország         | 8–9         | Olaszország | Sanghaj Nézőszám: 1200 Játékvezetők: Borrell (ESP), Koganov (AZE) |
| 2011. július 28. 21:00 | (0–1, 1–2, 3–5, 4–1) |             |             | Sanghaj Nézőszám: 1200 Játékvezetők: Borrell (ESP), Koganov (AZE) |
| 2011. július 28. 21:00 | Bošković 3           | Jegyzőkönyv | Giorgetti 3 | Sanghaj Nézőszám: 1200 Játékvezetők: Borrell (ESP), Koganov (AZE) |

### A 15. helyért
| 2011. július 26. 08:40 | Kína                 | 9–4         | Dél-afrikai Köztársaság | Sanghaj Nézőszám: 250 Játékvezetők: Menendez (CUB), Cabral (BRA) |
| 2011. július 26. 08:40 | (3–1, 2–2, 2–0, 2–1) |             |                         | Sanghaj Nézőszám: 250 Játékvezetők: Menendez (CUB), Cabral (BRA) |
| 2011. július 26. 08:40 | Yu, Li 2             | Jegyzőkönyv | Bell 2                  | Sanghaj Nézőszám: 250 Játékvezetők: Menendez (CUB), Cabral (BRA) |

### A 13. helyért
| 2011. július 26. 10:00 | Kazahsztán           | 9–7         | Brazília | Sanghaj Nézőszám: 250 Játékvezetők: Pinker (RSA), Makita (JPN) |
| 2011. július 26. 10:00 | (3–0, 1–3, 2–2, 3–2) |             |          | Sanghaj Nézőszám: 250 Játékvezetők: Pinker (RSA), Makita (JPN) |
| 2011. július 26. 10:00 | Zsiljajev 3          | Jegyzőkönyv | Silva 2  | Sanghaj Nézőszám: 250 Játékvezetők: Pinker (RSA), Makita (JPN) |

### A 11. helyért
| 2011. július 28. 9:30 | Románia              | 15–18       | Japán    | Sanghaj Nézőszám: 200 Játékvezetők: Reemnet (NED), Bock (GER) |
| 2011. július 28. 9:30 | (4–3, 3–5, 3–5, 5–5) |             |          | Sanghaj Nézőszám: 200 Játékvezetők: Reemnet (NED), Bock (GER) |
| 2011. július 28. 9:30 | Kádár 4              | Jegyzőkönyv | Shiota 8 | Sanghaj Nézőszám: 200 Játékvezetők: Reemnet (NED), Bock (GER) |

### A 9. helyért
| 2011. július 28. 10:50 | Kanada               | 6–8         | Ausztrália | Sanghaj Nézőszám: 300 Játékvezetők: Brgulian (MNE), Ni (CHN) |
| 2011. július 28. 10:50 | (2–0, 1–2, 2–3, 1–3) |             |            | Sanghaj Nézőszám: 300 Játékvezetők: Brgulian (MNE), Ni (CHN) |
| 2011. július 28. 10:50 | Graham 3             | Jegyzőkönyv | Younger 2  | Sanghaj Nézőszám: 300 Játékvezetők: Brgulian (MNE), Ni (CHN) |

### A 7. helyért
| 2011. július 30. 9:30 | Németország          | 5–8         | Montenegró          | Sanghaj Nézőszám: 350 Játékvezetők: Alexnadrescu (ROU), Ni (CHN) |
| 2011. július 30. 9:30 | (3–4, 1–3, 1–1, 0–0) |             |                     | Sanghaj Nézőszám: 350 Játékvezetők: Alexnadrescu (ROU), Ni (CHN) |
| 2011. július 30. 9:30 | Real, Schüler 2      | Jegyzőkönyv | Radović, Brguljan 2 | Sanghaj Nézőszám: 350 Játékvezetők: Alexnadrescu (ROU), Ni (CHN) |

### Az 5. helyért
| 2011. július 30. 10:55 | Egyesült Államok     | 10–11       | Spanyolország               | Sanghaj Nézőszám: 350 Játékvezetők: Ciric (SRB), Flahive (AUS) |
| 2011. július 30. 10:55 | (0–4, 3–2, 3–2, 4–3) |             |                             | Sanghaj Nézőszám: 350 Játékvezetők: Ciric (SRB), Flahive (AUS) |
| 2011. július 30. 10:55 | Varellas 3           | Jegyzőkönyv | Molina Rios, Perez Vargas 3 | Sanghaj Nézőszám: 350 Játékvezetők: Ciric (SRB), Flahive (AUS) |

### Bronzmérkőzés
| 2011. július 30. 16:00 | Magyarország         | 11–12       | Horvátország | Sanghaj Nézőszám: 1200 Játékvezetők: Borrell (ESP), Stavridis (GRE) |
| 2011. július 30. 16:00 | (2–5, 2–3, 5–3, 2–1) |             |              | Sanghaj Nézőszám: 1200 Játékvezetők: Borrell (ESP), Stavridis (GRE) |
| 2011. július 30. 16:00 | Varga, Biros 3       | Jegyzőkönyv | Bošković 4   | Sanghaj Nézőszám: 1200 Játékvezetők: Borrell (ESP), Stavridis (GRE) |

### Döntő
| 2011. július 30. 21:00 | Szerbia              | 7–8 (h. u.) | Olaszország | Sanghaj Nézőszám: 2000 Játékvezetők: Tulga (TUR), Koganov (AZE) |
| 2011. július 30. 21:00 | (0–1, 2–0, 1–4, 3–1) |             |             | Sanghaj Nézőszám: 2000 Játékvezetők: Tulga (TUR), Koganov (AZE) |
| 2011. július 30. 21:00 | Filipović 3          | Jegyzőkönyv | Aicardi 3   | Sanghaj Nézőszám: 2000 Játékvezetők: Tulga (TUR), Koganov (AZE) |

| A 2011-es férfi vízilabda-világbajnokság győztese |
| ------------------------------------------------- |
| · Olaszország · 3. cím                            |

## Végeredmény
| Hely.     | Csapat                  | M | Gy | D | V | G+ | G– | Gk  | P  |
| --------- | ----------------------- | - | -- | - | - | -- | -- | --- | -- |
| Aranyérem | Olaszország             | 6 | 6  | 0 | 0 | 59 | 33 | +26 | 12 |
| Ezüstérem | Szerbia                 | 6 | 5  | 0 | 1 | 72 | 45 | +27 | 10 |
| Bronzérem | Horvátország            | 6 | 5  | 0 | 1 | 72 | 42 | +30 | 10 |
| 4.        | Magyarország            | 6 | 4  | 0 | 2 | 73 | 61 | +12 | 8  |
|           |                         |   |    |   |   |    |    |     |    |
| 5.        | Spanyolország           | 7 | 4  | 0 | 3 | 72 | 63 | +9  | 8  |
| 6.        | Egyesült Államok        | 7 | 3  | 0 | 4 | 76 | 52 | +24 | 6  |
| 7.        | Montenegró              | 7 | 4  | 0 | 3 | 66 | 51 | +15 | 8  |
| 8.        | Németország             | 7 | 3  | 0 | 4 | 56 | 54 | +2  | 6  |
|           |                         |   |    |   |   |    |    |     |    |
| 9.        | Ausztrália              | 6 | 4  | 0 | 2 | 61 | 51 | +10 | 8  |
| 10.       | Kanada                  | 6 | 3  | 0 | 3 | 50 | 58 | −8  | 6  |
| 11.       | Japán                   | 6 | 2  | 0 | 4 | 58 | 78 | −20 | 4  |
| 12.       | Románia                 | 6 | 1  | 0 | 5 | 54 | 69 | −15 | 2  |
|           |                         |   |    |   |   |    |    |     |    |
| 13.       | Kazahsztán              | 5 | 2  | 0 | 3 | 32 | 64 | −32 | 4  |
| 14.       | Brazília                | 5 | 1  | 0 | 4 | 39 | 53 | −14 | 2  |
| 15.       | Kína (R)                | 5 | 1  | 0 | 4 | 38 | 55 | −17 | 2  |
| 16.       | Dél-afrikai Köztársaság | 5 | 0  | 0 | 5 | 20 | 69 | −49 | 0  |